# Ingo Wolfgang Sarlet
Ingo Wolfgang Sarlet (6 de março de 1963) é um jurista, advogado e ex-magistrado brasileiro, professor titular de direito constitucional da Pontifícia Universidade Católica do Rio Grande do Sul (PUC-RS). Foi juiz de direito e desembargador do Tribunal de Justiça do Estado do Rio Grande do Sul (TJ-RS), tendo composto também o Tribunal Regional Eleitoral do Rio Grande do Sul (TRE-RS). 
Conhecido principalmente por seus trabalhos acadêmicos sobre direito constitucional, direitos humanos, direitos fundamentais, dignidade da pessoa humana e direito ambiental, é membro catedrático da Academia Brasileira de Direito Constitucional (ABDConst).
Foi um dos ganhadores do Prêmio Jabuti em 2014 e finalista da premiação em 2015. Recebeu a Medalha do Mérito Judiciário - Grau de Comendador - do Tribunal Superior do Trabalho. Foi pesquisador destaque FAPERGS na área de humanidade, no biênio 2010-2011.

## Atuação
Ingo Sarlet é filho do imigrante belga Ernest Sarlet e da brasileira Erica Sarlet, ambos professores. Foi alfabetizado em português e alemão.
É doutor em direito pela Universidade de Munique (1997), com diploma revalidado como doutor em direito do Estado pela Universidade de São Paulo. Realizou estudos de Pós-doutorado na Universidade de Munique (bolsista DAAD, 2005), com o Prof. Claus-Wilhelm Canaris) como Bolsista e Pesquisador do Instituto Max-Planck de Direito Social, Estrangeiro e Internacional (Alemanha) (2001-2003, sempre nos meses de julho), bem como no Georgetown Law Center (Washington DC, julho de 2004), com Mark Tushnet.
Foi Professor do Mestrado e Doutorado em Direitos Humanos e Desenvolvimento da Universidade Pablo de Olavide, Sevilha. Foi Professor convidado do Mestrado em Direito Constitucional Europeu da Universidade de Granada, Espanha. Foi Professor visitante (como bolsista do Programa Erasmus Mundus, da União Europeia) da Faculdade de Direito da Universidade Católica Portuguesa - Lisboa (2009). Foi pesquisador visitante na Harvard Law School (2008). Foi pesquisador convidado (Fellow) do Stellenbosh Institute for Advanced Studies - STIAS (2011), com bolsa do Instituto. Professor convidado da Universidade de Lisboa (2012), Pesquisador junto ao Instituto Max-Planck de Direito Privado Estrangeiro e Internacional e Universidade de Hamburgo (2013). Pesquisador Visitante como bolsista do Instituto no Instituto Max-Planck de Direito Privado Estrangeiro Internacional, Hamburgo (2017, bolsista do Instituto). Pesquisador visitante com auxílio financeiro do DAAD no Instituto Max-Planck de Direito Privado Estrangeiro e Internacional em Hamburgo (2018). Pesquisador visitante com bolsa no Instituto Max-Planck de Direito Social e Política Social de Munique (2019). Professor Visitante na Universidade de Hamburgo (2020). Pesquisador Produtividade Nível 2 do CNPq. Membro do Conselho da Fundação Peter Häberle, Granada, Espanha. Pesquisador Destaque Área Ciências Humanas FAPERGS, 2011. Tem proferido conferências, apresentado trabalhos em eventos e publicado em periódicos e obras coletivas no Brasil e no exterior (Alemanha, Áustria, África do Sul, Argentina, Bélgica, Peru, Chile, Espanha, EUA, Itália, Inglaterra, México, Suíça, Portugal).
Ingressou na carreira da magistratura do Rio Grande do Sul como juiz de direito em 1991 e foi promovido ao cargo de desembargador do Tribunal de Justiça do Estado do Rio Grande do Sul em 2015. Aposentou-se da magistratura em março de 2019.
Recebeu o Prêmio Jabuti 2014, segundo lugar na categoria direito, como um dos coordenadores do livro Comentários à Constituição do Brasil, e em 2015 foi um dos finalistas do prêmio com o livro Direito Ambiental — Introdução, Fundamentos e Teoria Geral.
Em 2019, integrou lista tríplice votada pelo Supremo Tribunal Federal para o cargo de ministro do Tribunal Superior Eleitoral, em vaga destinada a jurista, tendo recebido 10 votos, juntamente a Maria Fernanda Pires de Carvalho Pereira, também com 10 votos, e Carlos Bastide Horbach, com 9 votos.
De acordo com pesquisa realizada (Top Scientists Latin America, edição 2021, dados até dezembro de 2020), é o terceiro autor mais citado na Área do Direito, dentre os 10.000 cientistas mais citados da América Latina, sendo o autor brasileiro mais citado nas áreas de Direito Público, Direito Constitucional, bem como em todas as esferas do Direito, à exceção do direito penal e direito processual penal.
No Brasil é um dos dez autores mais citados pelo Supremo Tribunal Federal na esfera do Controle Concentrado de Constitucionalidade e o autor brasileiro mais citado em decisões judiciais na área de teoria e filosofia do Direito. Conforme o Google Acadêmico, seu número total de citações é de 24.827, posição em 27.01.2022 (índice h 48 | índice i10 103). Apenas no ano de 2021 recebeu 1.081 citações.
[1] https://www.justicaemfoco.com.br/desc-noticia.php?id=140435&nome=levantamento_mostra_os_constitucionalistas_mais_citados_pelo_stf_no_controle_de_constitucionalidade_concentrado
[2] https://www.pucrs.br/soupucrs-professor/professor-de-direito-figura-entre-autores-mais-citados-por-tribunais-brasileiros/
[3] https://scholar.google.com.br/citations?hl=pt-BR&user=mJr3psgAAAAJ

## Obras
São os livros publicados por Ingo Wolfgang Sarlet, considerando-se o ano da primeira edição:

### Como autor
- Die Problematik der sozialen Grundrechte in der brasilianischen Verfassung und im deutschen Grundgesetz, Peter Lang Publishing (Frankfurt, Alemanha), 1997.
- A Eficácia dos Direitos Fundamentais, 13ª ed., Porto Alegre: Livraria do Advogado, 2018 (1998).
- A Dignidade da Pessoa Humana e Direitos Fundamentais na Constituição Federal de 1988, 10ª ed., Porto Alegre: Livraria do Advogado, 2015 (2001).
- Direito Constitucional Ecológico (em parceria com Tiago Fensterseifer), 7ª ed., São Paulo: RT, 2021 (2009).
- Curso de Direito Constitucional (em parceria com Luiz Guilherme Marinoni e Daniel Mitidiero), 10ª ed., São Paulo: Saraiva, 2021 (2012).
- Princípios de Direito Ambiental (em parceria com Tiago Fensterseifer), 2ª ed., São Paulo: Saraiva, 2017 (2014).
- Direito Ambiental: Introdução, Fundamentos e Teoria Geral (em parceria com Tiago Fensterseifer), São Paulo: Saraiva, 2014.
- Constituição e Legislação Ambiental Comentadas (em parceria com Paulo Affonso Leme Machado e Tiago Fensterseifer), São Paulo: Saraiva, 2015.
- Constituição e Direito Penal (em parceria com Jayme Weingartner Neto), Porto Alegre: Livraria do Advogado, 2016.
- Maquiavel o Príncipe e a Formação do Estado Moderno, Porto Alegre: Livraria do Advogado, 2017.
- O Direito ao Esquecimento na Sociedade da Informação (em parceria com Arthur Ferreira Neto), Porto Alegre: Livraria do Advogado, 2018 (2017).

### Como organizador
Ingo Wolfgang Sarlet é Coordenador e Organizador de mais de quarenta obras coletivas no Brasil e Exterior (Alemanha, Espanha, Portugal), e é o Autor de mais de trezentos artigos em periódicos científicos e capítulos de livros no Brasil e no Exterior (Alemanha, Argentina, África do Sul, Bélgica, Chile, Espanha, Equador, México, Portugal, Inglaterra):
- O Direito Público em Tempos de Crise: estudos em homenagem a Ruy Ruben Ruschel, ed. Livraria do Advogado, 1999.
- A constituição concretizada: construindo pontes com o público e o privado, 1. ed. Porto Alegre: Livraria do Advogado, 2000.
- Direitos Fundamentais Sociais: estudos de direito constitucional, internacional e comparado, Renovar, 2003.
- Constituição, Direitos Fundamentais e Direito Privado, ed. Livraria do Advogado, 2003.
- O Novo Código Civil e a Constituição, ed. Livraria do Advogado, 2003.
- Dimensões da Dignidade: ensaios de Filosofia do Direito e Direito Constitucional, ed. Livraria do Advogado, 2005.
- Direitos Fundamentais e Direito Privado: uma perspectiva do direito comparado (organizador, junto a Jörg Neuner e Antônio Pinto Monteiro), Almedina (Coimbra, Portugal), 2007.
- Direitos Humanos e Democracia (organizador, junto a Clèmerson Merlin Clève e Alexandre Pagliarini), ed. Forense, 2007.
- Direitos Fundamentais, Informática e Comunicação. Algumas Aproximações, ed. Livraria do Advogado, 2007.
- A dignidade da vida e os direitos fundamentais para além dos humanos: uma discussão necessária (organizador, junto a Tiago Fensterseifer, Fernanda Luiza Fontoura de Medeiros e Carlos Alberto Molinaro), Forum, 2008.
- Direitos Fundamentais: Orçamento e Reserva do Possível (organizador, junto a Luciano Benetti Timm), ed. Livraria do Advogado, 2008.
- Direitos Fundamentais e Biotecnologia (organizador, junto a George Salomão Leite), ed. Método, 2008.
- Portugal, Brasil e o Mundo do Direito (organizador, junto a Vasco Pereira da Silva), Almedina (Lisboa, Portugal), 2009.
- Direitos Fundamentais e Estado Constitucional (organizador, junto a George Salomão Leite), ed. Revista dos Tribunais e Coimbra Editora (Coimbra, Portugal), 2009.
- Los derechos sociales como instrumento de Emancipación (organizador, junto a Miguel Ángel Presno Linera), Editorial Aranzadi (Navarra, Espanha), 2010.
- Estado Constitucional e Organização do Poder (organizador, junto a André Ramos Tavares e George Salomão Leite), Saraiva, 2010.
- Estado Socioambiental e Direitos Fundamentais, ed. Livraria do Advogado, 2010.
- Direitos Fundamentais no Supremo Tribunal Federal. Balanço e Crítica (organizador, junto a Daniel Sarmento), Lumen Juris, 2011.
- Direito Público sem Fronteiras (organizador, junto a Vasco Pereira da Silva), ICJP (Universidade de Lisboa), 2011.
- Direitos, Deveres e Garantias Fundamentais (organizador, junto a George Salomão Leite e Miguel Carbonell), JusPodivm, 2011.
- Constituição e Direitos Fundamentais: estudos em torno dos fundamentos constitucionais do direito público e do direito privado (organizador, junto a Carlos Luiz Strapazzon, Paulo Ricardo Schier, Guilherme Augusto Pinto da Silva e Fernanda dos Santos Macedo), ed. Livraria do Advogado, 2012.
- Jurisdição Constitucional, Democracia e Direitos Fundamentais (organizador, junto a George Salomão Leite), JusPodivm, 2012.
- Constituição, Política e Cidadania: Em homenagem a Michel Temer (organizador, junto a George Salomão Leite), Gi Editora Jurídica, 2013.
- Comentários à Constituição do Brasil (coordenador, junto a José Joaquim Gomes Canotilho, Gilmar Ferreira Mendes, Lenio Luiz Streck e Léo Ferreira Leoncy), ed. Saraiva, 2013.
- Coleção Direitos Fundamentais e Sociais na Visão Constitucional Brasileira (organizador, junto a Carlos Luiz Strapazzon e Eduardo Biacchi Gomes), Instituto Memória – Centro de Estudos da Contemporaneidade, 2014.
- Diálogos entre o Direito do Trabalho e o Direito Constitucional (organizador, junto a Luiz Philippe Vieira de Mello Filho e Ana de Oliveira Frazão), Saraiva, 2014.
- Direito, Inovação e Tecnologia (organizador, junto a Gilmar Ferreira Mendes e Alexandre Zavaglia P. Coelho), Saraiva, 2015.
- Direitos Humanos e Fundamentais na América do Sul (organizador, junto a Eduardo Biacchi Gomes e Carlos Luiz Strapazzon), ed. Livraria do Advogado, 2015.
- Ontem, os Códigos! Hoje, as Constituições! Homenagem a Paulo Bonavides (organizador, junto a George Salomão Leite e Lenio Luiz Streck), Malheiros Editores, 2016.
- Acesso à Informação como Direito Fundamental e Dever Estatal (organizador, junto a José Antonio Montilla Matos e Regina Linden Ruaro), ed. Livraria do Advogado, 2016.
- Constituição, Direitos Fundamentais, Jurisdição e Processo - Desafios e Perspectivas, Instituto Memória Editora, 2017.
- Política Pública e Controle: Um diálogo interdisciplinar em face da Lei nº 13.655/2018, que alterou a Lei de Introdução às Normas do Direito Brasileiro (organizador junto a Élida Graziane Pinto, Jessé Torres Pereira Junior e Odilon Cavallari de Oliveira). 01. ed. Editora Fórum: Belo Horizonte/MG, 2018.
- Precedentes Judiciais Diálogos Transnacionais (organizador junto a Marco Felix Jobim). 01. ed. Florianópolis/SC: Tirant lo Blanch, 2018.
- Temas Atuais e Polêmicos de Direitos Fundamentais: contribuições do XIV Seminário Internacional de Direitos Fundamentais. 1. ed. Porto Alegre: Fi, 2018.
- Menschenwürde im 21. Jahrhundert (Organizador junto a Draiton Gonzaga de Souza e Stephan Kirste). 1. ed. Baden-Baden: Nomos, 2018.
- Os Direitos Fundamentais num Mundo em Transformação: tópicos Atuais aos 30 Anos da CF e 70 Anos da DUDH (). 1. ed. Porto Alegre: Fi, 2019.
- Direitos Fundamentais Na Perspectiva da Democracia Interamericana (organizador junto a Elena Alvites e Gina Marcilio Pompeu). 1. ed. Rio de Janeiro: Lumen Iuris, 2019.
- Tratado da Proteção de Dados Pessoais (em parceria com Danilo Doneda, Laura Schertel Mendes e Otavio Luís Rodrigues Junior), Rio de Janeiro: Gen/Forense, 2021 (2020).
- Direitos Humanos e Fundamentais na era da informação (organizador junto a Ricardo Waldman). 1. ed. Porto Alegre: Editora Fundação Fênix, 2020.
- Direitos fundamentais, desenvolvimento e crise do constitucionalismo multinível: Livro em homenagem a Jörg Luther (organizador junto a Peter Häberle, Gilmar Mendes, Francisco Balaguer Callejón, Carlos Luiz Strapazzon e Augusto Aguilar Calahorro). 1. ed. Porto Alegre: Editora Fundação Fênix, 2020.
- Derechos fundamentales, desarrollo y crisis del constitucionalismo multinivel: Libro Homenaje a Jörg Luther (organizador junto a Peter Häberle, Gilmar Mendes, Francisco Balaguer Callejón, Carlos Luiz Strapazzon e Augusto Aguilar Calahorro). 1. ed. Editora Civitas, 2020.
- A pandemia do Covid-19 e os desafios para o direito (organizador junto a Marco Feliz Jobim, Ricardo Lupion, Regina Linden Ruaro, Gilberto Stürmer e Paulo Caliendo). 1. ed. Editora Fundação Fênix, 2020.
- Processo constitucional (organizador junto a Luiz Guilherme Marinoni). 2. ed. Revista dos Tribunais, 2021 (2019).